# Districte de Mont de Marsan

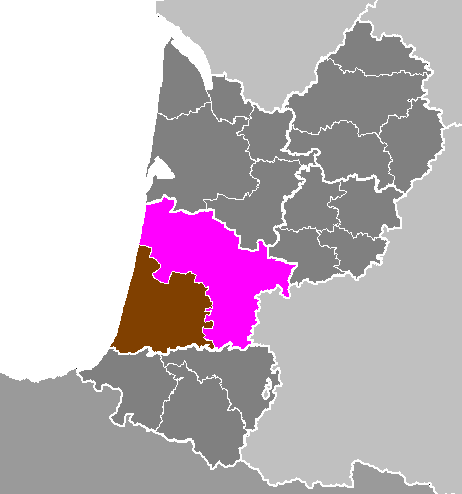
Situació del Districte de Mont de Marsan

El districte de Mont-de-Marsan és un dels dos districtes del departament de les Landes, a la regió d'Aquitània. Té 17 cantons i 178 municipis i el cap és la prefectura de Mont de Marsan.

## Cantons
- cantó d'Aira
- cantó de Gavarret
- cantó de Gèuna
- cantó de Granada d'Ador
- cantó de Hagetmau
- cantó de Labrit
- cantó de Mamisan
- cantó de Lo Mont-Nord
- cantó de Lo Mont-Sud
- cantó de Morcenx
- cantó de Parentís
- cantó de Pissòs
- cantó de Ròcahòrt
- cantó de Sabres
- cantó de Sent Sever
- cantó de Sòra
- cantó de Vilanava de Marsan